# 王道プロレス
王道プロレス（おうどうプロレス）は、ジャイアント馬場が提唱したプロレスのスタイルの1つ。なお、「王道プロレス」という言葉を発案した人物はプロレス評論家の菊池孝で、リキ・スポーツパレスにあった王冠から連想したという。

## 概説
アントニオ猪木はストロングスタイルを提唱し、「強さ」を表に出したプロレスを行い、「実力至上主義」のふれこみでプロレスを続けた。ジャイアント馬場は、晩年になってから受けたインタビューにて「プロレスはいろんなものが混ざっているし、底が深いもの。殴られても蹴られてもそれに耐えられる体を作ってやるのがプロレス」と答え「受けることの大切さ」を提唱していた。
1980年代に王道プロレスという激しいプロレスの源流となったのは天龍源一郎が掲げた「天龍革命」と言われている。1987年、長州力たちジャパンプロレス勢が新日本プロレスへUターン。全日本マットから激しさが失われつつあった際に天龍は「輪島（輪島大士）・ジャンボ（ジャンボ鶴田）と闘うしかない」とアピールし、日本人同士による闘いによって全日本を盛り上げようとしたのである。そして天龍は本気になった鶴田と闘いたいとの思いから「ジャンボは風呂に浮いているヘチマ」などと口撃、天龍は馬場が嫌っていた口によるアピールなどを駆使してでも全日本に激しいプロレスを取り戻そうとしたのであった。天龍が鶴田にハッパをかけたことにより鶴田たちと天龍同盟による抗争が激しくなると自然と全日本に激しい闘いが戻り、そして1989年に入ると全日本は「明るく、楽しく、激しいプロレス」というスローガンを掲げ、リングアウトや反則による決着は「暗いプロレス」であると定義づけして廃するのである。そして、本気になったと言われている鶴田と天龍が三冠ヘビー級王座を争うようになり、1989年6月5日、日本武道館での試合が「プロレス大賞」年間最高試合に選出され、激しいプロレスを定義付けしたと言われる。
しかし1990年、天龍たちが離脱。鶴田が三沢光晴たちの前に立ちはだかることで世代闘争を行うことになったが、1992年に鶴田が病気欠場により三冠ベルトを争う最前線から退くこととなる。必然的に三沢光晴たちがトップに立たざるをえなくなり、三沢、川田利明、小橋建太、田上明による四天王プロレスが激しいプロレスの部分を進化（深化）させて行ったのであった。王道プロレスは、1989年に公表されたキャッチコピーである「明るく、楽しく、激しいプロレス」を体現しているものであるが、四天王プロレスはプロレスの試合内容自体を指す場合には、この中の「激しい」の部分を特徴づけるものとなる。
馬場の立場、精神性をも内包しているという考え方に立つ場合、プロレスの試合内容だけでは語れない部分も出てくる。ちなみに長らく王道プロレスと接してきた和田京平は王道について「長くやっていることが王道」だと言っているほか、天龍源一郎は「形のないものが王道」だと語る。だが、リング内での精神的、肉体的な勝負や受けの美学に拘ったプロレスの試合形式、および試合に臨む態度そのものを王道プロレスと呼ぶと一般には認知されている（四天王プロレスの実践者達の試合後のコメントは控えめであり、競技者や求道者的立場に立った発言が多かった。またリング上で体現する事こそがプロレスラーの全てでありヒールやベビーなどのギミックを良しとしなかった点も大きな特徴といえる）ためレフェリーである和田京平や四天王プロレス以前の天龍よりも、当時メインイベントを飾っていた試合の四天王達こそが王道プロレスの体現者だという見方をとる場合が多い。

## 特徴
「激しいプロレス」である四天王プロレスは、大技の応酬と激しい消耗戦によるカウント2.9の攻防戦であり、安易なマイクパフォーマンスを行わずリング上の闘いのみで魅せることに特化させたものである。1980年代までの全日本プロレスでは、アブドーラ・ザ・ブッチャーやタイガー・ジェット・シンに代表される流血戦や凶器攻撃での反則裁定が横行しており、大物同士の対戦になると場外リングアウトドローやレフェリー失神からの反則決着など不可解な裁定で終わる試合が少なくなかった（つまり、馬場が王道プロレスを提唱したのは確かだが必ずしも馬場が第一線にいた時期の全日本が王道プロレスをやっていたわけではない）。こうした暗い一面を排除し「明るいプロレス」とするため、1990年代の全日本では、これらを全て廃止。即ち、流血戦無し、反則無し、場外リングアウトさえ無し…という選手にとっては過酷な条件となった。また、地方興行での手抜きも一切許されなかった。そのため、1980年代までの全日本であれば見られたような、大物同士のドローは時間切れの場合を除きほとんど無くなり、実績のあるメーン級のレスラーがピンフォール負けを喫することも決して珍しいことではなくなった。凶器攻撃を排除したことから、ブッチャーはベビーフェイスに転向し、スタン・ハンセン、テリー・ゴディ、スティーブ・ウィリアムスら正統派の外国人レスラー、そしてジャンボ鶴田らが四天王の大きな壁となった。
どんなに体力的にきつい場面でもフェイスロックなどの絞め技や丸め込みで終わらせることを良しとせず、絞め技は相手の消耗を促進させる為と割り切り、大技によるグロッキー状態での3カウントフォールをとにかく目指す。そのため試合では大技を食らった選手がそのまま倒れ込まずに立ち上がり、意識朦朧の状態で相手に一撃を与えて強引にダブルダウンの状態に持ち込む、という光景がしばしば見受けられた。
上記通り、相手の技を全て受け、なおかつ勝つというコンセプトの下で成り立っているものである。一部に新日本プロレスの長州力らに代表される「ハイスパートレスリング」と似通っているという主張もあるが、内容的には正反対ですらある（四天王プロレスほどの激しい消耗戦はそもそも過去には無かった）。
源流は、叩き潰すスタイルで全日本マットを沸かせたブルーザー・ブロディやハンセン、全日本離脱前の天龍源一郎や阿修羅・原ら「天龍同盟」がおりなす激しいプロレスに、ジャンボ鶴田と谷津嘉章の「五輪コンビ」を中心とした、極めてオーソドックスなスタイルの混在するファイトスタイルにある。また1993年にウィリアムスが「殺人バックドロップ」と呼ばれる危険なバックドロップを敢行して以来、危険な垂直落下技が横行（「脳天受身」などと呼ばれた）。「技を軽視している」という批判もあったが、それは王道マットには「K点を越えた戦い」が求められたという意味でもあった。
以上の特徴は王道プロレスをの一面である激しいプロレスを端的に示したものであるが、その一方でジャイアント馬場やラッシャー木村らが大熊元司、渕正信、永源遙らと繰り広げた「ファミリー軍団対悪役商会」の闘いでは、コミカルなムーブメントやマイクパフォーマンスを取り入れた「楽しいプロレス」を行っており、これらが一つの興行の中に同居していることで全日本プロレスの提唱する保守的な「王道プロレス」全体を形成させていた。

## 歴史
1980年代までの全日本プロレスは、アメリカンプロレスと言われるプロレスを行っており、アブドーラ・ザ・ブッチャーやザ・シークに代表されるように後のハードコア・レスリングにも通じる「流血試合」が多く、またリングアウトドローなどの試合も多かった。暮沢剛巳は「全日本が王道と言われだしたのは1990年代以降に猪木の『闘魂』、大仁田厚の『邪道』との対比で言われるようになったもの、そもそもごく普通の技であるドロップキックを『三十二文ロケット』『アポロキック』と呼ばせてしまう馬場の圧倒的な存在感は、かえって全日本に注意を引くキャッチフレーズが定着することを妨げた面があった」と指摘している。しかし、1990年に天龍源一郎らがSWS設立に伴い移籍し、プロレス界もWWF（現：WWE）をはじめアメリカンマットがTV主導の興行形態を確立し、大物外国人レスラーの来日機会が少なくなったことから馬場は「あいつらは俺の元から離れていった。だから、これからは俺のやりたいプロレスをやるよ」と言い、三沢光晴、川田利明、田上明、小橋健太の4人の若手を抜擢。後にこの4人がプロレス四天王と呼ばれるようになった。
2000年に全日本を離脱したほぼ90%の面々でプロレスリング・ノアが旗揚げされたため、全日本で王道プロレスを体現した選手は、残留した川田、渕正信、太陽ケアの三人のみとなってしまった（2012年に大森隆男が再入団している）。その後新日本から武藤敬司が登場（後に正式に移籍）、社長となると、武藤に代表される「パッケージプロレス」が主流となった。ちなみにノアでは「王道プロレス」を標榜せず、キャッチコピーの類としては「自由と信念」という言葉が知られている。
2006年にはキングスロードが旗揚げされ、王道プロレスを謳っていたが、馬場の継承者がいないことや旗揚げ戦で王道らしきものが見られなかったことから、非常に批判が多く、第2回直前で王道という言葉を使うことを今後は控える声明を発表したが、宮本和志が空気を読まないで「俺が王道だ」と叫んでしまったため、更なる批判を呼んだ。
そのキングスロード第3回大会で、俗に「王道継承者」と言われる三沢光晴率いるノアの選手が出場した（三沢も出場）。キングスロード自体は王道への原点回帰を考えており、この大会にノア選手が出場して、どのようなエッセンスがキングスロードにもたらされるか注目されたが、結局キングスロードは同年7月1日を以って活動停止となった。
2015年、曙が全日本プロレスを退団し、「株式会社 王道」を設立した。会社設立に関しては馬場元子夫人からの支援で個人事務所もジャイアント馬場の自宅に構えられる異例の形となった。